# Magnus och Brasse

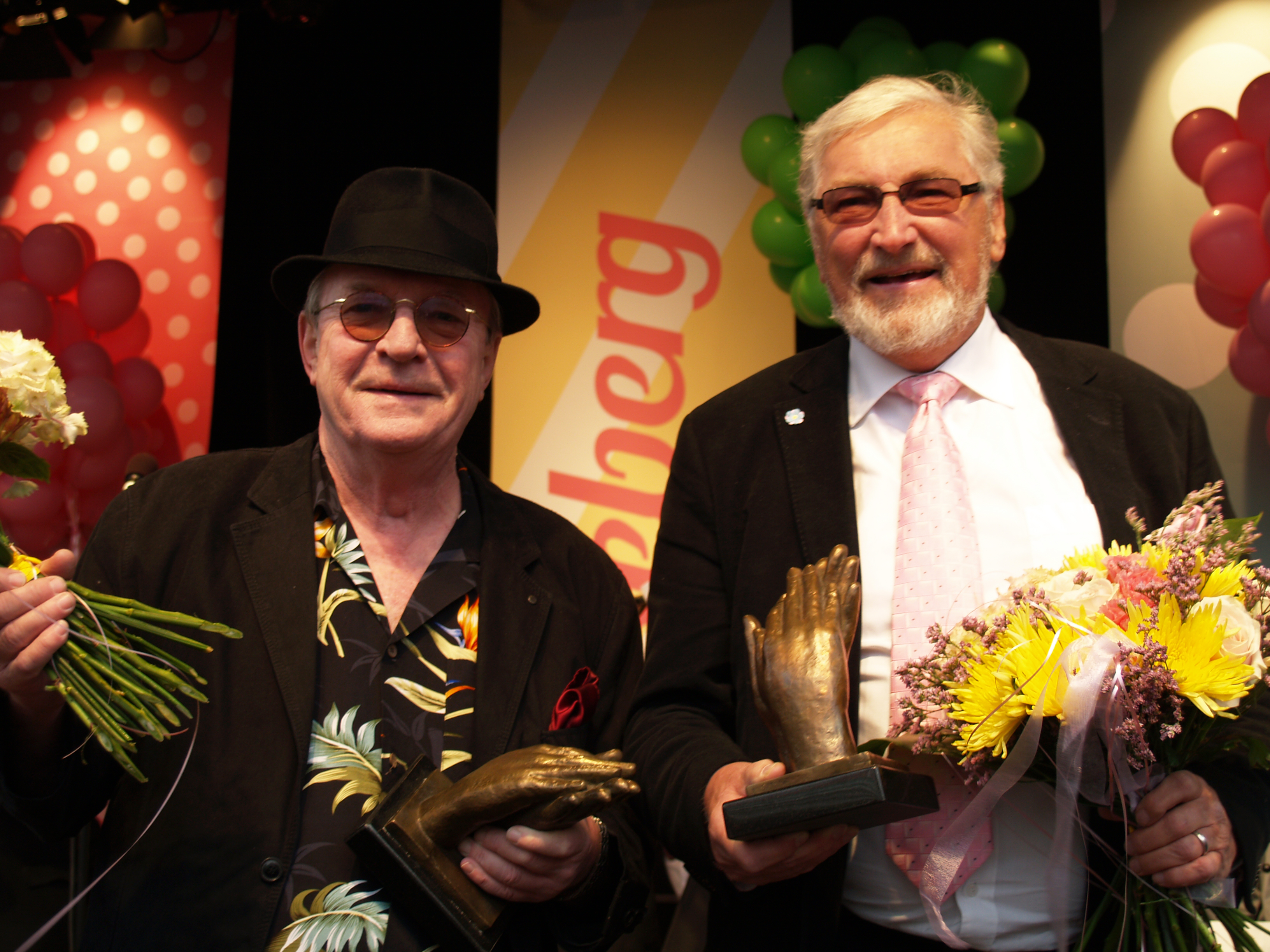
Brasse Brännström och Magnus Härenstam efter att ha mottagit 2013 års Lisebergsapplåd.

Magnus och Brasse var en komikerduo bestående av Magnus Härenstam och Brasse Brännström.
Duon hade sin storhetstid under 1970-talet och är idag kanske mest känd för barnprogrammet Fem myror är fler än fyra elefanter. De gjorde ett flertal krogshower, varav bland annat Levande på Nya Bacchi (1974),  Varning för barn (1976) och Det är serverat (1978) även gavs ut på skiva. Paret gjorde comeback hösten 2005 i Neil Simons komedi "Muntergökarna" (Sunshine Boys) på Chinateatern i Stockholm.

## Produktioner
- 1973 – Fem myror är fler än fyra elefanter (tillsammans med Eva Remaeus)
- 1973 – Pappas pojkar
- 1973 – Lill med Magnus och Brasse (tillsammans med Lill Lindfors)
- 1974 – Levande på Nya Bacchi
- 1976 – Varning för barn
- 1977 – Skyll inte på mig!
- 1978 – Det är serverat
- 1980 – Magnus och Brasse Show
- 1981 – Show på Trägår'n
- 2005 – Muntergökarna

## Lasse Hallström-filmer med Magnus och Brasse
- 1975 – En kille och en tjej
- 1979 – Jag är med barn
- 1983 – Två killar och en tjej